# Монтелеоне-ді-Сполето
Монтелеоне-ді-Сполето (італ. Monteleone di Spoleto) — муніципалітет в Італії, у регіоні Умбрія,  провінція Перуджа.
Монтелеоне-ді-Сполето розташоване на відстані близько 95 км на північний схід від Рима, 70 км на південний схід від Перуджі.
Населення — 606 осіб (2014).

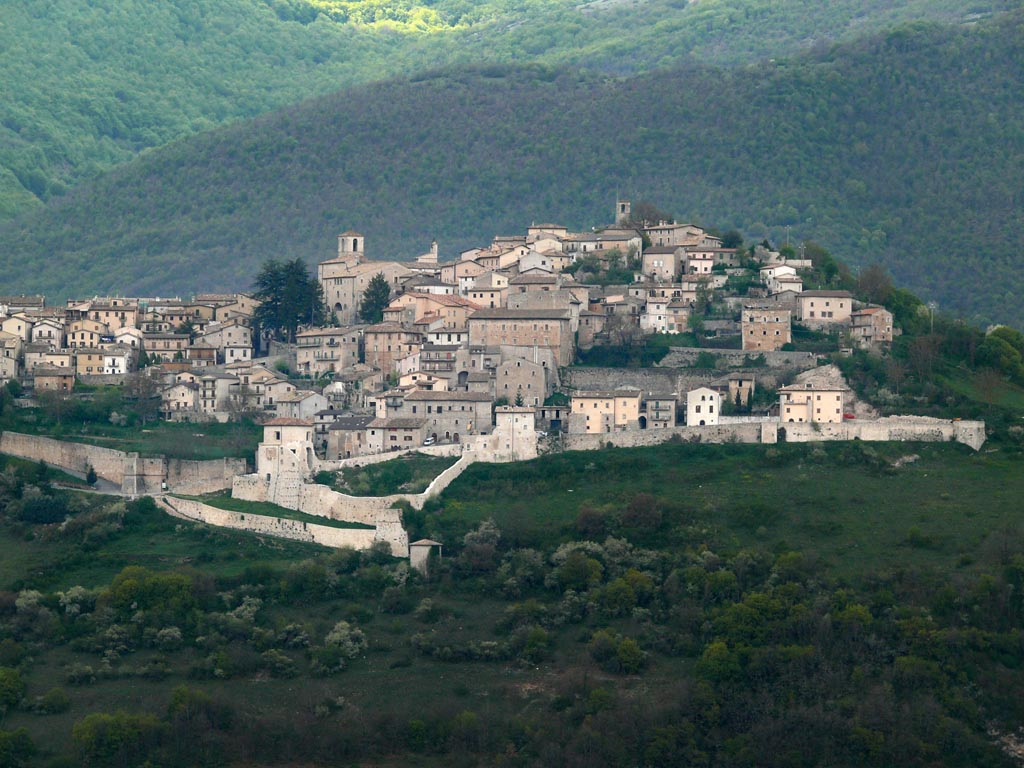

Щорічний фестиваль відбувається 6 грудня. Покровитель — святий Миколай.

## Демографія
Населення за роками:

Станом на 1 січня 2023 року в муніципалітеті офіційно проживали 33 іноземці з 6 країн, серед них 23 громадяни країн Євросоюзу.

## Сусідні муніципалітети
- Кашія
- Ферентілло
- Леонесса
- Поджодомо
- Сант'Анатолія-ді-Нарко
- Скеджно